# إيلان
إيلان  قرية سوريّة تتبع إداريّاً لمحافظة حلب منطقة الباب ناحية عريمة، بلغ تعداد سكانها 2,117 نسمة حسب التعداد السكاني لعام 2004.